# Tỉnh của Uzbekistan
Uzbekistan được chia thành 12 tỉnh (viloyatlar, số ít – viloyat, viloyati trong từ ghép, như Toshkent viloyati), 1 cộng hoà tự trị (respublika, respublikasi dạng từ ghép, như Qaraqalpaqstan Avtonom Respublikasi), và 1 thành phố độc lập (shahar hay shahri dạng từ ghép, như Toshkent shahri). Các tên gọi được ghi bằng tiếng Uzbek, song chúng có nhiều biến thể chuyển tự. Các tỉnh được chia tiếp thành các 160 huyện (tumanlar, số ít tuman).
| Phân vùng                      | Thủ phủ   | Diện tích (km²) | Dân số (2015) |
| ------------------------------ | --------- | --------------- | ------------- |
| Tỉnh Andijan                   | Andijan   | 4.200           | 2.857.300     |
| Tỉnh Bukhara                   | Bukhara   | 39.400          | 1.785.400     |
| Tỉnh Fergana                   | Fergana   | 6.800           | 3.444.900     |
| Tỉnh Jizzakh                   | Jizzakh   | 20.500          | 1.250.100     |
| Tỉnh Xorazm                    | Urgench   | 6.300           | 1.715.600     |
| Tỉnh Namangan                  | Namangan  | 7.900           | 2.554.200     |
| Tỉnh Navoiy                    | Navoiy    | 110.800         | 913.200       |
| Tỉnh Qashqadaryo               | Qarshi    | 28.400          | 2.958.900     |
| Tỉnh Samarqand                 | Samarkand | 16.400          | 3.514.800     |
| Tỉnh Sirdaryo                  | Guliston  | 5.100           | 777.100       |
| Tỉnh Surxondaryo               | Termez    | 20.800          | 2.358.300     |
| Tỉnh Tashkent                  | Tashkent  | 15.300          | 2.758.300     |
| Cộng hòa tự trị Karakalpakstan | Nukus     | 160.000         | 1.763.100     |
| Tashkent                       | —         | 335             | 2.352.300     |

## Lãnh thổ tách rời
Uzbekistan có bốn lãnh thổ tách rời, bị lãnh thổ Kyrgyzstan bao quanh tại thung lũng Fergana, đây là nơi biên giới Kyrgyzstan, Tajikistan và Uzbekistan giao nhau. Hai trong số đó là các thị trấn Sokh, với diện tích 325 km² và dân số là 42.800 vào năm 1993 (một số ước tính cho là 70.000, song 99% là người Tajik và phần còn lại là người Uzbek), và Shohimardon có diện tích 90 km² với dân số là 5.100 vào ănm 1993 (91% là người Uzbek và phần còn lại là người Kyrgyz). Còn lại là hai lãnh thổ nhỏ Chon-Kara (hay Qalacha) với chiều dài khoảng 3 km và chiều rộng là 1 km, và Jani-Ayil (hay Dzhangail) chỉ rộng 3 km. Chon-Kara nằm ven sông Sokh, giữa biên giới Uzbekistan và Sokh.
Uzbekistan có một lãnh thổ tách rời của Tajikistan là làng Sarvan, đây là một dải đất dài và hẹp với chiều dài khoảng 15 km và chiếu rộng khoảng 1 km, dọc tuyến đường từ Angren đến Kokand. Làng Barak (dân số 627) của Kyrgyzstan, giữa các thị trấn Margilan và Fergana, không hoàn toàn bị Uzbekistan bao quanh.